# Samuel Rousseau
Samuel Alexandre Rousseau (1853 — 1904) var en fransk komponist.
Rousseau studerede ved Paris-Konservatoriet og opnaaede 1878 prix de
Rome. R. har skrevet en Del Kirkemusik, nogle
Operaer og adskillige Sange; han var
Kapelmester ved Clotildekirken i Paris, Lærer i
Harmoni ved Konservatoriet og Musikanmelder.